# Ha-shima
Pour les articles homonymes, voir Hashima.
Ha-shima (端島, Hashima), aussi appelée Gunkan-jima (軍艦島), est une île du Japon située dans la préfecture de Nagasaki à moins de vingt kilomètres au sud-ouest de la ville du même nom.
Après la découverte d'un gisement houiller en 1887, l'île accueille progressivement une mine puis une ville où résident les employés. La population croît fortement au point d'en faire l'un des lieux les plus densément peuplés au monde. La baisse de l'activité minière provoque le départ des derniers habitants en 1974, qui abandonnent l'île et ses infrastructures aux intempéries. Il s'agit depuis d'une ville fantôme, parfois qualifiée d'« île fantôme ».
L'île fait partie des sites de la révolution industrielle Meiji au Japon : sidérurgie, construction navale et extraction houillère classés au patrimoine mondial.

## Toponymie
Ha-shima (端島, Hashima) est aussi appelée Gunkan-jima, voire Gunkan-shima (軍艦島, Gunkanjima, littéralement « île navire de guerre »). Ce surnom provient de sa ressemblance avec les cuirassés de la classe Tosa,.

## Géographie

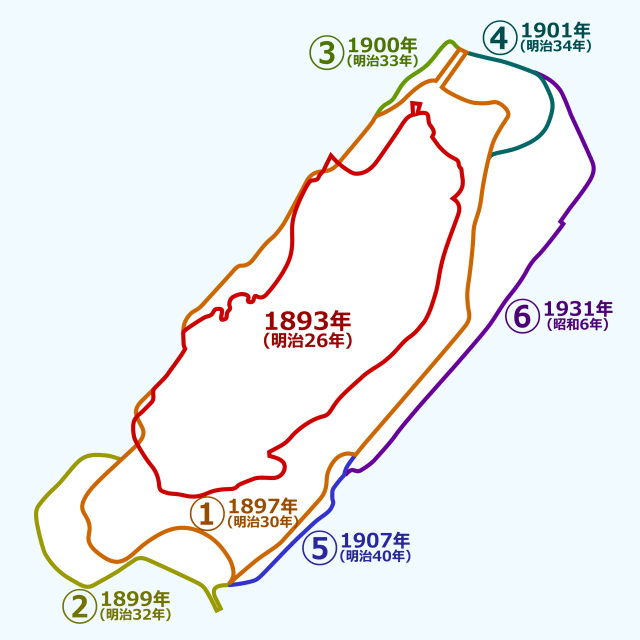
Carte d'Ha-shima montrant ses agrandissements successifs.

### Localisation
Ha-shima est située en mer du Japon, sur la côte occidentale de l'île de Kyūshū, au Japon. Elle est entourée par les îles Nakano-shima et Takashima au nord-est, les rochers Mitsuse au sud-est et par la péninsule de Nomo (en) à l'est et au sud. Ha-shima est baignée par la mer d'Amakusa, une petite portion de la mer de Chine orientale qui appartient à l'océan Pacifique et qui borde également la ville de Nagasaki dont elle est distante de moins de vingt kilomètres.
Administrativement, l'île appartient à la préfecture de Nagasaki.

### Relief
L'île originelle avait une forme allongée orientée nord-est - sud-ouest. Cette forme générale a été maintenue malgré les agrandissements qu'elle a subis entre 1899 et 1931. Depuis cette date, Ha-shima mesure 480 mètres de longueur pour 160 mètres de largeur, soit 6,3 hectares de superficie.
Le centre de l'île conserve son relief d'origine sous la forme de rochers escarpés. À ses pieds ont été aménagés des espaces plats ceinturés par des digues et des quais formant le littoral.

### Constructions
Ha-shima était une mine de houille et accueillait donc toutes les infrastructures nécessaires à cette activité. En surface, l'île était couverte d'immeubles abritant des habitations, des écoles, des commerces, des services, l'administration de la mine, un hôpital, etc.
Entre ces bâtiments étaient aménagés des espaces de circulation sous la forme d'allées et d'escaliers, des aires de jeu pour les enfants.
Ainsi, l'île était entièrement urbanisée, ses côtes étant formées par des quais et des digues.

## Histoire

### Exploitation minière
En 1810, un important gisement de houille est découvert sur l'île alors inhabitée. Celle-ci est achetée en 1890 par le conglomérat japonais Mitsubishi qui exploite cette ressource et installe ainsi sur Ha-shima la main-d'œuvre nécessaire.
Le site fut le théâtre de crimes de guerre durant la Seconde Guerre mondiale : alors que la Corée est sous occupation japonaise, 800 travailleurs forcés coréens sont envoyés sur l'île. Plus de 120 y sont morts et ceux tentant de s'échapper étaient soumis à des tortures extrêmes selon le rapport d'une commission d’enquête gouvernementale, publié en 2012. Le Japon n'a jamais présenté d'excuses officielles ni dédommagé les victimes.
Après la guerre, la population augmente rapidement au point qu'en 1950, elle atteint 5 300 habitants pour 6,3 hectares de superficie, soit une densité de 83 500 hab/km2. Ces chiffres augmentent encore pour culminer à 84 100 hab/km2 pour l'ensemble de l'île et 139 100 hab/km2 pour le quartier des habitations en 1959. C'est alors une des plus fortes densités de population enregistrées au monde,.
Ha-shima connaît ensuite un déclin rapide avec le remplacement de la houille par le pétrole comme principale source d'énergie dans l'économie japonaise. L'activité des puits diminue au point que les derniers habitants sont évacués en 1974. Les conditions climatiques, notamment le passage des typhons, accélèrent le délabrement des bâtiments et des installations minières abandonnés.

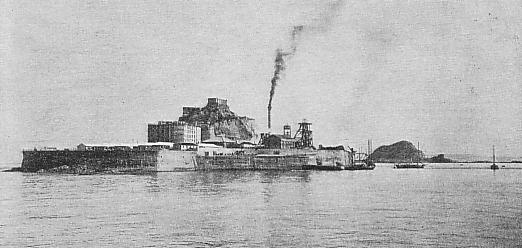
Vue de Hashima vers 1930 montrant la mine en activité.
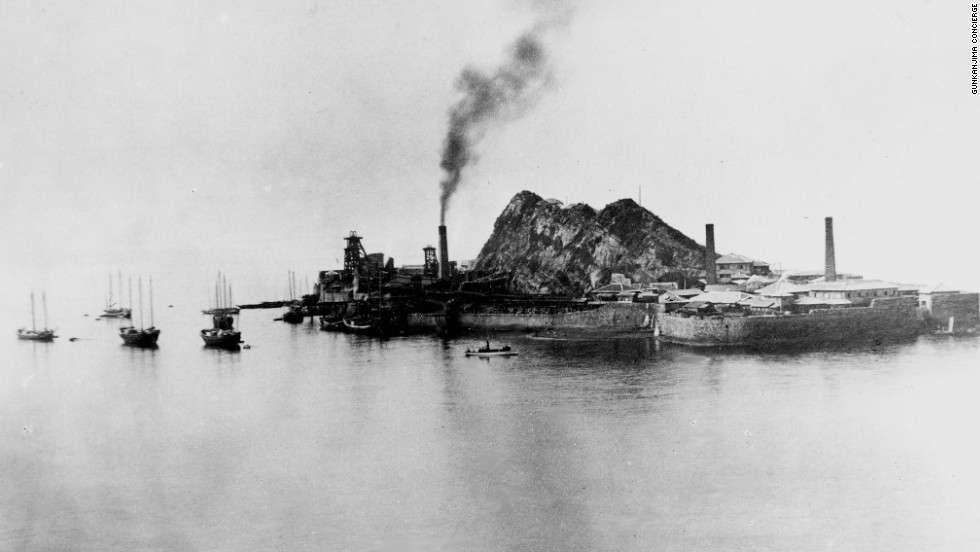
Autre vue.
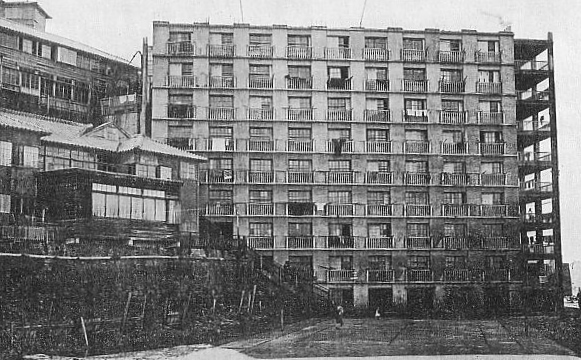
Des immeubles d'habitation vers 1930.

### Tourisme
L'île est jugée dangereuse et interdite d'accès jusqu'en 2009. Depuis, un bateau assure la liaison vers Ha-shima et la municipalité de Nagasaki a réalisé des travaux pour un montant de 100 millions de yens afin d'accueillir des touristes. En 2011, 235 000 personnes ont suivi la visite guidée de l'île qui est limitée à un parcours aménagé.
Outre des touristes, d'anciens habitants ont pu y retourner pour la première fois depuis leur départ.
En 2009, le Japon demande l'inscription de l'île au patrimoine de l'humanité, liste de biens établie par le comité du patrimoine mondial de l'Unesco. L'initiative est critiquée en Corée du Sud en raison de l'exploitation de travailleurs coréens sur le site industriel pendant la Seconde Guerre mondiale,,.
L'inscription de Ha-Shima ainsi que de 22 autres sites témoignant de la révolution industrielle japonaise a finalement lieu en 2015 sous la dénomination « Sites de la révolution industrielle Meiji au Japon : sidérurgie, construction navale et extraction houillère ».
En juin 2013, la numérisation des lieux est effectuée par Google et rendue accessible le mois suivant sur Google Street View.

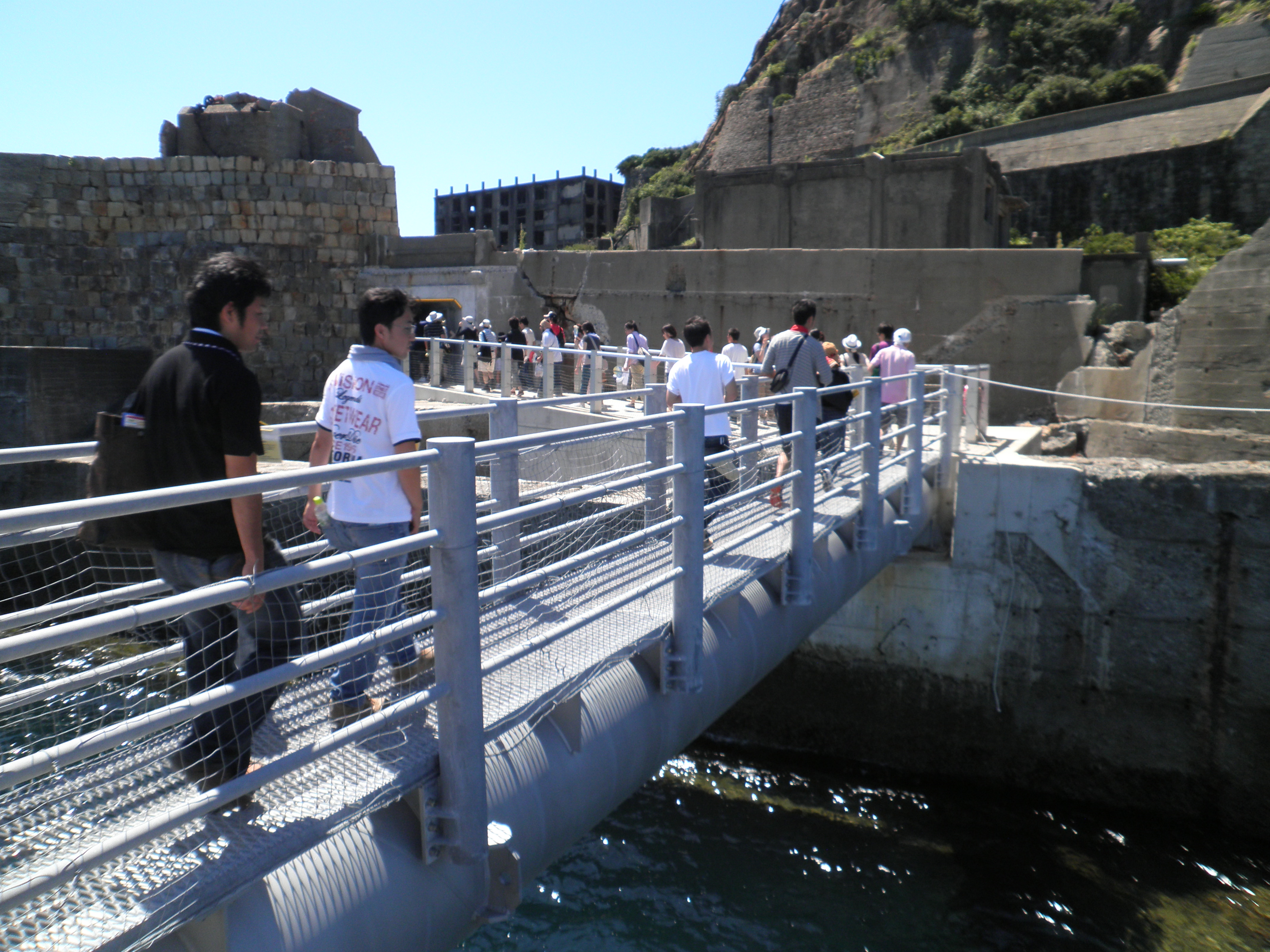
Touristes visitant Hashima en 2010.
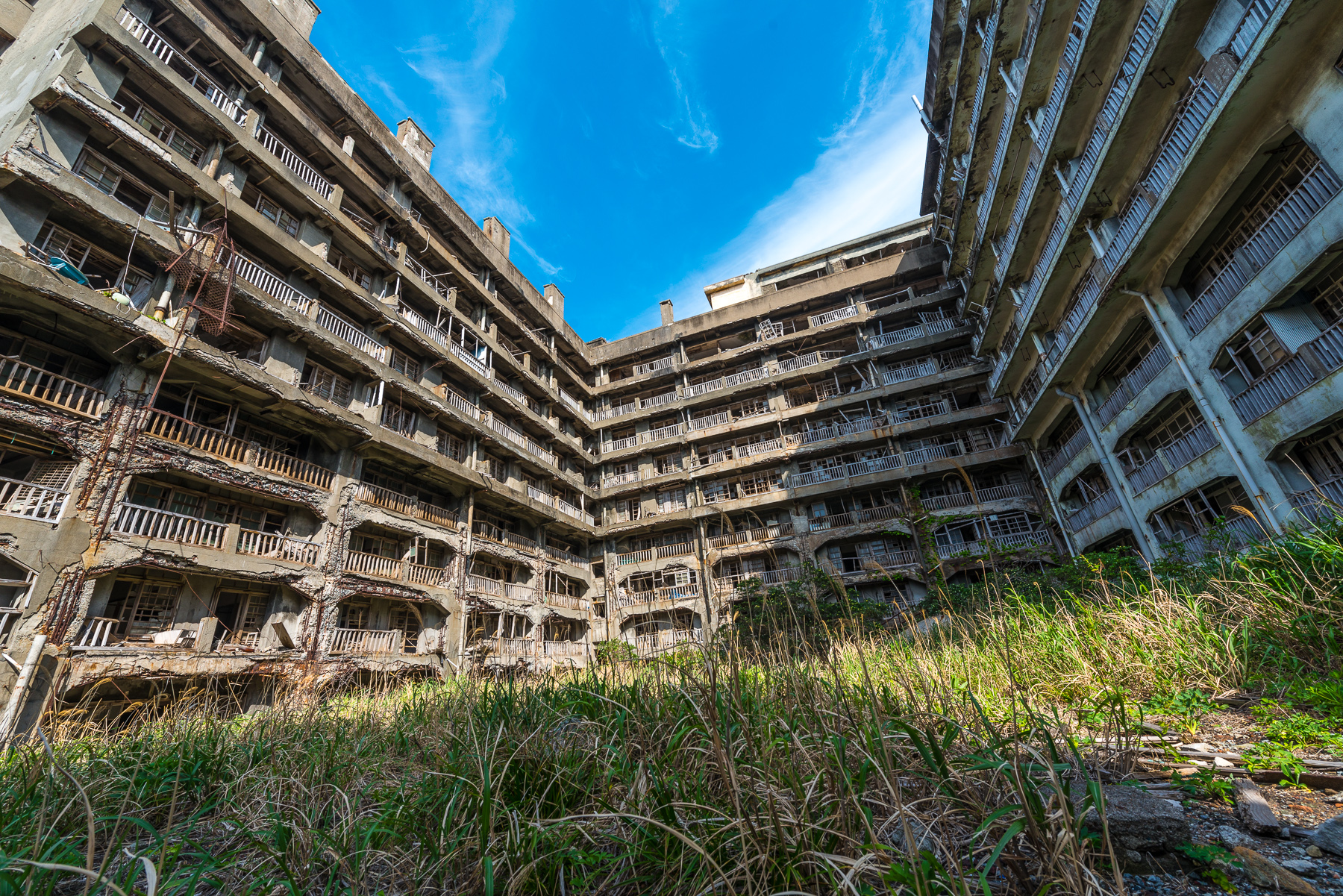
Vue de bâtiments délabrés en 2012.
- Ha-shima, 2016.

## Dans la culture

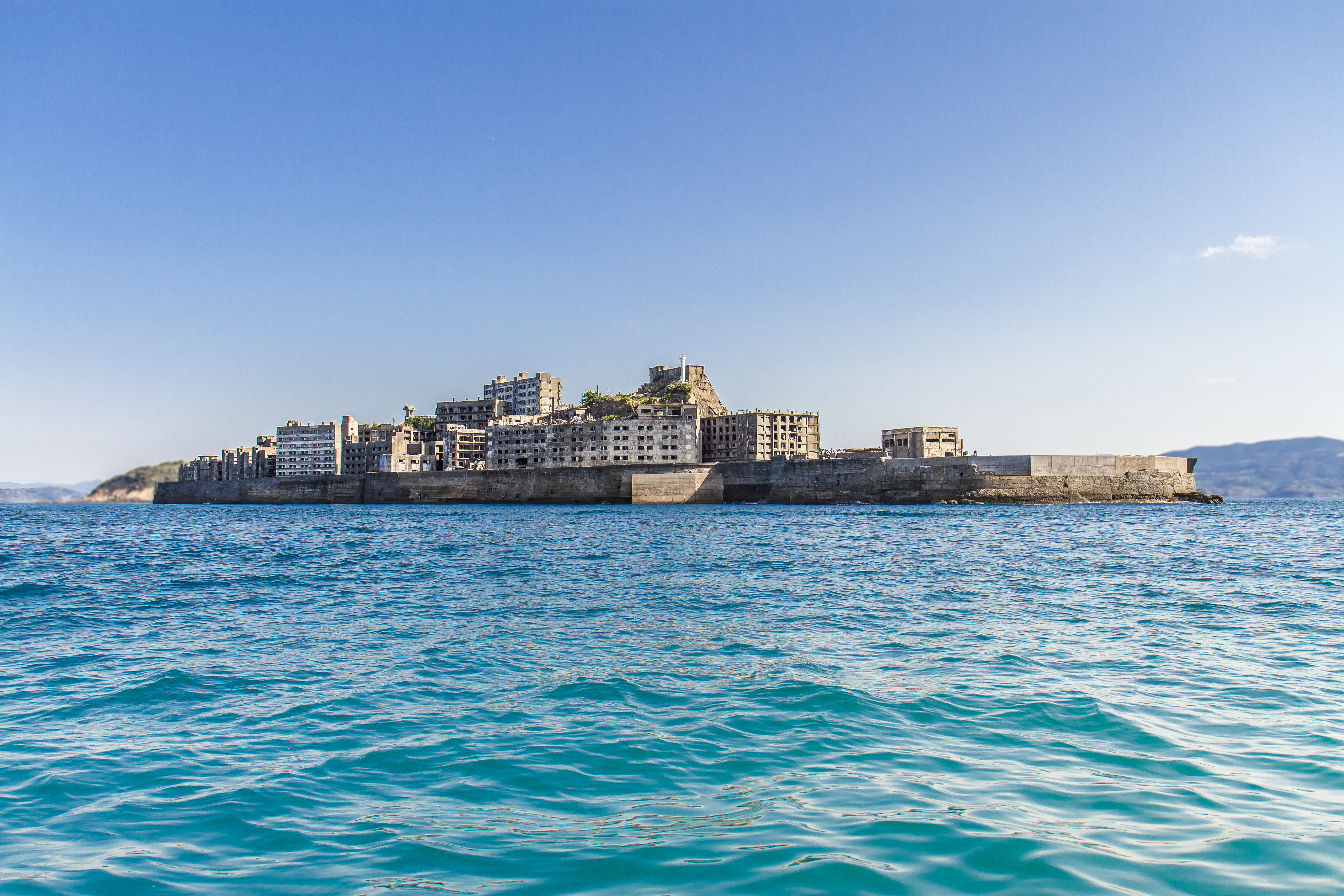
Vue de Ha-shima en 2010.

### Cinéma et télévision
Ha-shima est présente dans plusieurs films et reportages. Elle apparaît dans un épisode de la série de docufiction Life After People, diffusé en 2009 par la chaîne de télévision américaine History.
Attiré par ses vestiges architecturaux, l'artiste français Louidgi Beltrame y tourne en 2010 un film intitulé Gunkanjima.
Le réalisateur français Aurélien Vernhes-Lermusiaux conçoit en 2012 une installation interactive immersive intitulée L'Empire dont la totalité des images est tournée sur l'île,.
Skyfall (2012), le 23e film de la série James Bond, réalisé par Sam Mendes, contient des vues générales de l'île.
L'île inspire également Christopher Nolan pour Inception en 2010, le décor étant reconstitué numériquement à partir de scènes filmées au Maroc.
En 2015, l'île sert de lieu de tournage pour le film live du manga L'Attaque des Titans.
Le film sud-coréen Battleship Island (2017), réalisé par Ryoo Seung-wan, raconte l'histoire des travailleurs forcés coréens envoyés sur l'île pendant la Seconde Guerre mondiale, précisément sous l'occupation japonaise de la Corée.

### Littérature
Montage, un manga de Jun Watanabe (ja) publié depuis 2010, se déroule partiellement sur l'île.
Le webcomic Atomic Robo (en) en fait la base secrète d'un des ennemis de Robo.